# サーモフィッシャーサイエンティフィック
サーモフィッシャーサイエンティフィック（英語: Thermo Fisher Scientific）は、アメリカ合衆国マサチューセッツ州に本社を置く科学機器・試薬・科学サービス企業である。
世界に125,000人超の従業員を擁し、約449億ドルの収益（2022年末時点）を上げている。2006年にThermo Electron社とFisher Scientific社が合併したことによって誕生。2014年にLife Technologies社を買収している。
「私たちの住む世界をより健康で、より清潔、より安全な場所にするために、お客様に製品やサービスを提供する（原文: Our Mission is to enable our customers to make the world healthier, cleaner and safer）」を経営理念（私たちのミッション）に掲げている。

## 沿革
- 1902年 - チェスター・G・フィッシャーが西ペンシルバニアにFisher Scientific社を設立。[7][8]
- 1956年 - マサチューセッツ工科大学のジョージ・ハソパウルス博士がThermo Electron社を設立。[9]
- 2006年 - Fisher Scientific社とThermo Electron社が合併、Thermo Fisher Scientificを設立。[3]
- 2014年 - Thermo Fisher ScientificがLife Technologies社を買収完了。[4]
- 2015年 - Thermo Fisher ScientificがAlfa Aesar社を買収完了。[10]
- 2015年 - サーモフィッシャーサイエンティフィック株式会社 特殊診断事業部 クリニカルダイアグノスティックス部とファディア株式会社が統合して、サーモフィッシャーダイアグノスティックス株式会社を設立。[11]
- 2016年 - Thermo Fisher ScientificがAffymetrix社を買収完了。[12]
- 2016年 - Thermo Fisher ScientificがFEI社を買収完了。[13]
- 2017年 - Thermo Fisher ScientificがPatheon社を買収完了。[14]
- 2021年 - Thermo Fisher ScientificがPPD社を買収完了。[15]

## 日本国内における法人名
- サーモフィッシャーサイエンティフィック株式会社[16]
- ライフテクノロジーズジャパン株式会社[16]
- サーモフィッシャーダイアグノスティックス株式会社[16]
- フィッシャークリニカルサービシズジャパン株式会社[16]
- 日本エフイー・アイ株式会社[16]
- パセオン株式会社[16]

## 製品分類
サーモフィッシャーサイエンティフィック ホームページ の製品分類一覧に基づく。

### ライフサイエンス
- 抗体
- 細胞解析
- 細胞培養&遺伝子導入
- クローニング
- DNA & RNA 精製
- エピジェネティクス
- フローサイトメトリー
- 遺伝子発現解析
- ゲノム編集
- オリゴ
- PCR
- タンパク質生物学
- リアルタイム PCR (qPCR)
- RNAi
- シーケンシング
- 幹細胞研究

### ライフサイエンス・ラボ用機器／消耗品
- プラスチック製ラボウェア （Nalgene/Nunc/MBP）
- マイクロピペット、チップ及びピペットサービス
- マイクロプレート
- マイクロプレート用機器
- 核酸タンパク質細胞精製プロセッサ
- 安全キャビネット
- 減圧濃縮装置
- 遠心機
- オービタルシェーカ
- マイクロバイオロジカル インキュベータ
- CO2インキュベータ
- ホットプレート/スターラー
- ラボラトリオートメーションシステム

### 分析機器
- 液体クロマトグラフ質量分析計 LC-MS
- ガスクロマトグラフ質量分析計 GC-MS
- 高速溶媒抽出装置 (ASE)
- 液体クロマトグラフ HPLC
- ガスクロマトグラフ GC
- クロマトグラフィーサンプル調製
- イオンクロマトグラフ IC
- イオンクロマトグラフ（IC）用カラム
- ICやHPLC、GCのソフトウェア情報
- 同位体MS
- 原子吸光 ・ ICP発光 ・ICP-MS ・ GD-MS
- 固体発光
- 紫外・可視分光、蛍光
- 赤外 ・ ラマン ・ 近赤外分光
- X線マイクロアナライザー ・ EDS/WDS ・ EBSD
- 表面分析・XPS
- 卓上型NMR
- 有機微量元素分析装置

### プロセスモニタリング&工業用機器
- ウェブゲージング　測定と制御システム
- 混練・押出成形装置及び粘度・粘弾性測定装置
- ESD、EMC および TLP 試験システム
- 携帯型成分分析計 (Niton)
- 携帯型材料検査

### 環境モニター&安全製品
- 携帯型化学物質同定
- 放射線検出器 - 緊急応答用、個人防護用
- 水質分析機器
- 環境大気測定装置

### 分析用試薬・生化学用試薬
- Fisher Chemical
- Fisher BioReagents
- Acros Organics
- Maybridge
- カスタム・バルク サービス

## サーモフィッシャーサイエンティフィックへの評価
- 米国フォーブス誌が発表する売上高、利益、資産、時価総額の4つの要素を基にランキングしているフォーブス・グローバル2000　124位（2021年）[18]
- 米国フォーチュン誌が発表するフォーチュン500　97位（2023年）[19]
- 米国フォーチュン誌が発表するフォーチュン・グローバル500  380位（2021年）[20]

## ブランド名
製品カテゴリーごとにブランドが存在している。
- Thermo Scientific[21]
- Applied Biosystems[21]
- Invitrogen[21]
- Fisher Scientific[21]
- Unity Lab Services[21]
- Patheon[21]
- Gibco[21]
- Ion Torrent[21]
- PPD[22]

## イベント
サーモフィッシャーサイエンティフィックの日本法人が過去に主催した主なイベント
- Dionex IC 技術説明会[23]
- 質量分析フォーラム[24]
- FT-IRラマン　ユーザーズフォーラム[25]
- エレメンタルセミナー[26]
- Applied Biosystems / Ion Torrent ユーザーグループミーティング[27]
- 元素分析基礎セミナー[28]
- NEXT FORUM[29]
- サーモフィッシャーサイエンティフィック川柳コンテスト「川柳 in the ラボ」
  - 2020年最優秀人気作品賞は「サンプルの　日付で思い出　振り返る」[30]